# Sonho sem Fim
Sonho Sem Fim é um filme brasileiro de 1986, escrito por Walter Lima Jr. e Nelson Nadotti e dirigido por Lauro Escorel Filho. O filme é estrelado por Carlos Alberto Riccelli, Débora Bloch e Imara Reis. 

## Sinopse
Com o almejo de se tornar um astro de cinema, o cineasta Eduardo Abelim (Carlos Alberto Riccelli) deixa o Rio Grande do Sul e se aventura no Rio de Janeiro, na década de 1920.  Sem conseguir nada na então capital Federal, ele decide voltar para sua terra natal para realizar seu maior sonho: abrir sua própria produtora.

## Elenco
- Carlos Alberto Riccelli como Eduardo Abelim "Edu" [2]
- Débora Bloch como Clara[2]
- Imara Reis como Flora[2]
- Renato Consorte como Lázaro[2]
- Emmanuel Cavalcanti como Leonel
- Marieta Severo como Lola[2]
- Sérgio Mamberti como Quiromante
- Fernanda Torres como Cigana[2]
- Luiz Carlos Arutin como Exibidor
- João Carlos Castanha como Canguru[2]
- Xala Felippi como Marieta[2]
- Vicente Barcellos como João
- Pedro Santos como Edgar

## Prêmios e Indicações
| Ano  | Premiação                     | Categoria                | Recipiente          | Resultado | Ref.  |
| ---- | ----------------------------- | ------------------------ | ------------------- | --------- | ----- |
| 1986 | Festival de Cinema de Gramado | Melhor Atriz Coadjuvante | Imara Reis          | Venceu    | [ 3 ] |
| 1986 | Festival de Cinema de Gramado | Melhor Figurino          | Rita Murtinho       | Venceu    | [ 3 ] |
| 1986 | Festival de Cinema de Gramado | Melhor Fotografia        | José Tadeu Ribeiro  | Venceu    | [ 3 ] |
| 1986 | Festival de Cinema de Gramado | Prêmio Especial do Júri  | Lauro Escorel Filho | Venceu    | [ 3 ] |
| 1986 | Festival de Cinema de Gramado | Melhor Filme             | Lauro Escorel Filho | Indicado  | [ 3 ] |